# Wasserburg am Inn

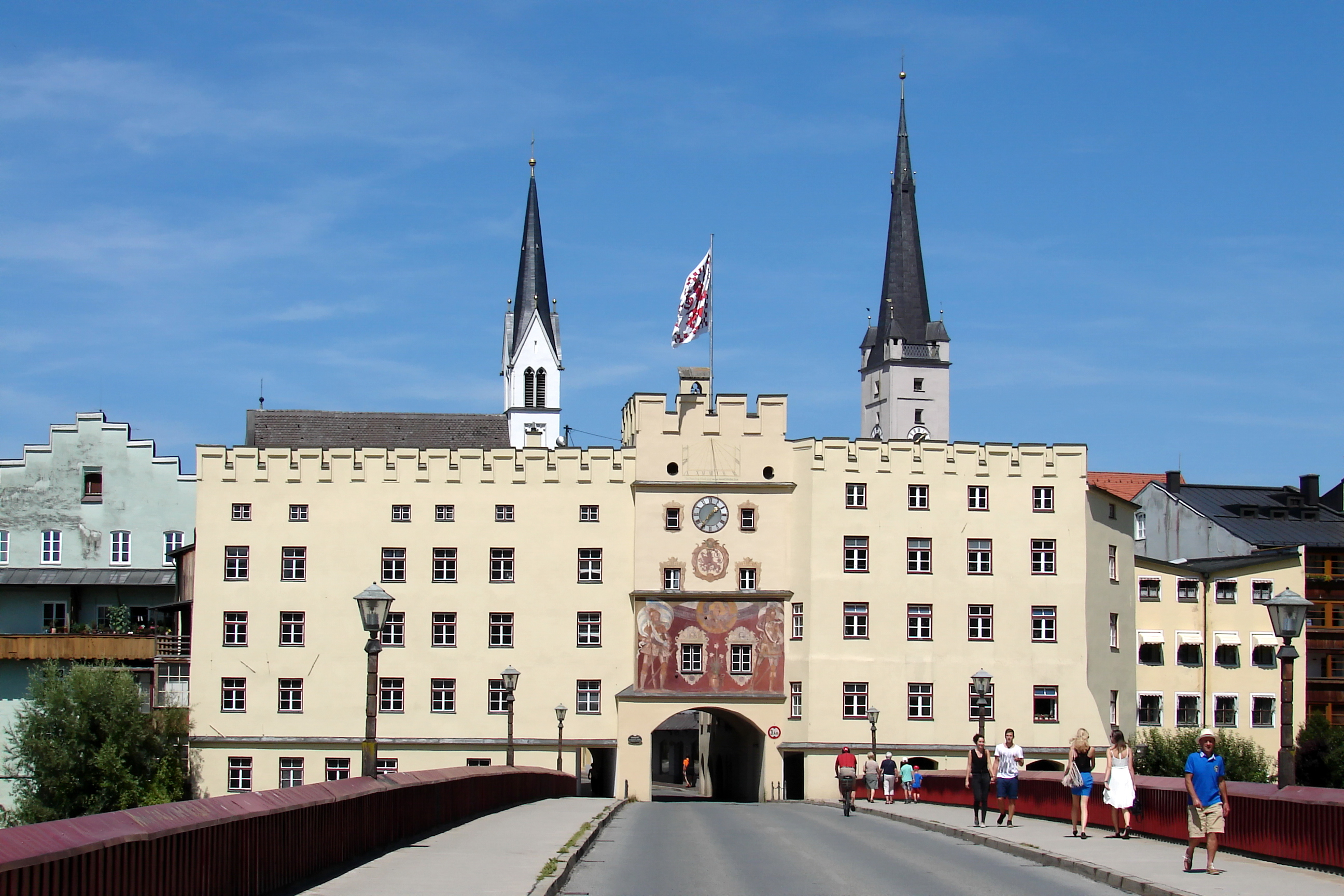
Brucktor an der Inn-Brücke

Wasserburg am Inn (amtlich Wasserburg a.Inn) ist eine Stadt im oberbayerischen Landkreis Rosenheim. Sie liegt etwa 55 km östlich der Landeshauptstadt München und etwa 25 km nördlich der Kreisstadt Rosenheim. Die Stadt war Sitz des Landgerichts Wasserburg a.Inn, aus dem das Amtsgericht Wasserburg am Inn sowie das Bezirksamt, das spätere Landratsamt Wasserburg a.Inn, hervorgingen.

## Geographie

### Geographische Lage

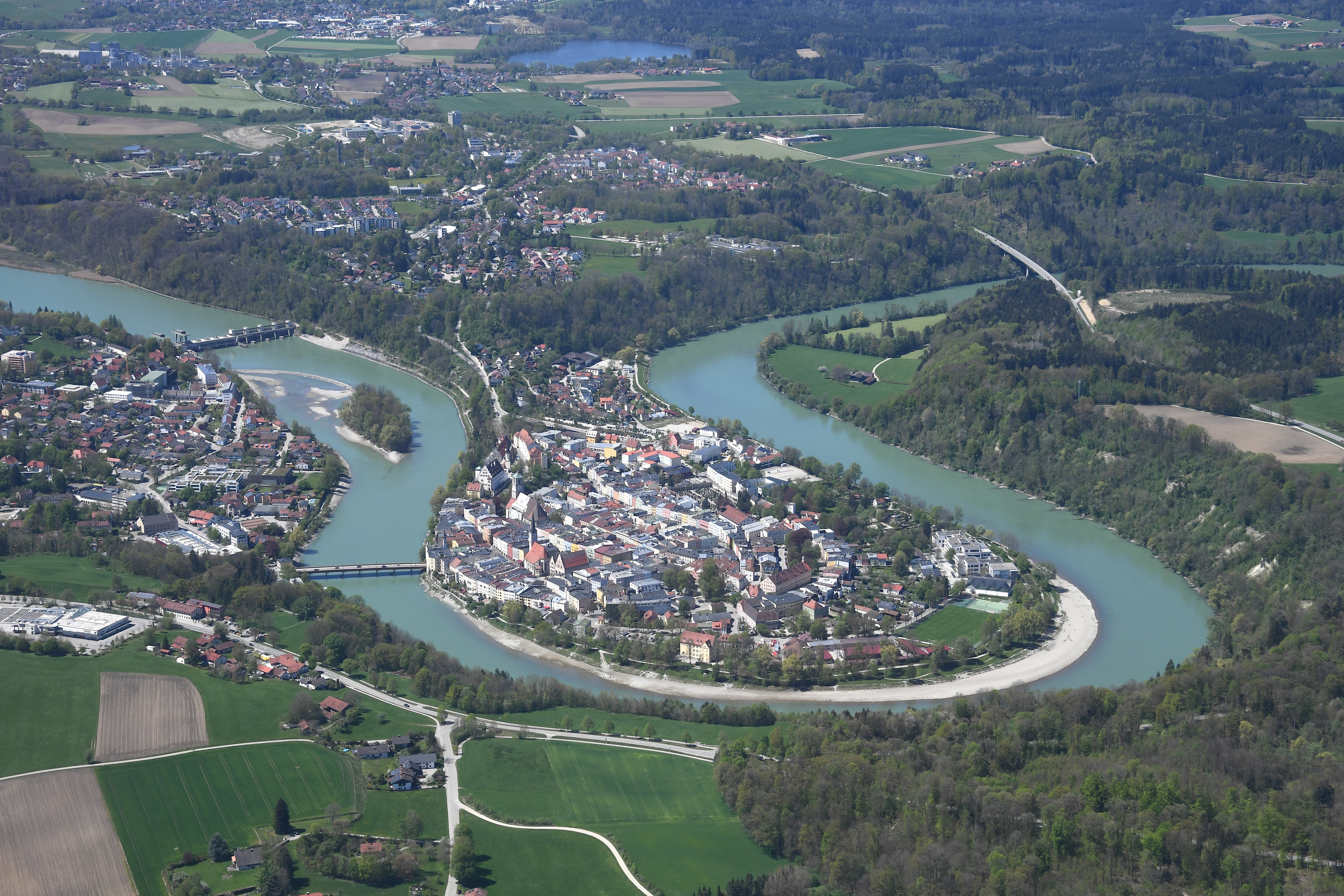
Innerhalb der Innschleife liegt die Wasserburger Altstadt

Wasserburg am Inn bietet mit seiner landschaftlichen Lage eine Besonderheit: Die Altstadt liegt auf einer vom Inn fast vollständig (zu ca. 7⁄8) umflossenen Halbinsel, die nur über eine schmale Landzunge erreichbar ist. Vom gegenüberliegenden bis zu 70 Meter hohen Steilufer, der Innleiten, überblickt man die ganze Altstadt mit ihrer bis ins Mittelalter zurückreichenden Bausubstanz. Im Fluss, direkt neben der Stadt, liegt die kleine bewaldete Kapuzinerinsel, deren Name an das ehemalige Kapuzinerkloster Wasserburg erinnert.
Wie am Grundriss der Altstadt und dem nach außen abnehmenden Alter der Bausubstanz unschwer zu erkennen ist, ist die Halbinsel im Lauf der vergangenen Jahrhunderte stetig nach Osten und Norden gewachsen, während der Inn das gegenüberliegende Steilufer abgetragen hat. Dieser Prozess kam erst mit der Befestigung der Ufer im Rahmen des Kraftwerksbaus am Inn in der ersten Hälfte des 20. Jahrhunderts zum Stillstand. Auf alten Stadtansichten und Fotografien ist dementsprechend zu sehen, dass der gegenüberliegende Prallhang bis vor wenigen Jahrzehnten praktisch nicht bewachsen war, während er heute weitgehend bewaldet ist.
Entsprechend der geringen Höhe des angeschwemmten Landes gegenüber dem starken Schwankungen unterliegenden Wasserspiegel des Inns wurden weite Teile der Altstadt bei Hochwasser regelmäßig unter Wasser gesetzt, bis dies durch den Bau der Hochwasserfreilegung 1986 bislang unterbunden werden konnte.

### Gemeindegliederung
Es gibt 22 Gemeindeteile (in Klammern ist der Siedlungstyp angegeben):
- Attel (Pfarrdorf)
- Attlerau (Weiler)
- Au (Weiler)
- Edgarten (Weiler)
- Elend (Weiler)
- Gabersee (Anstalt)
- Gern (Einöde)
- Heberthal (Einöde)
- Kobl (Weiler)
- Kornberg (Dorf)
- Kroit (Weiler)
- Langwiederberg (Einöde)
- Limburg (Weiler)
- Osterwies (Einöde)
- Reisach (Weiler)
- Reitmehring (Kirchdorf)
- Rottmoos (Dorf)
- Seewies (Dorf)
- Staudham (Weiler)
- Viehhausen (Dorf)
- Wasserburg a.Inn (Hauptort)
- Weikertsham (Dorf)

Einige Orte Wasserburgs werden als Gemeindeteile bezeichnet, sind aber trotz Ortsschildern keine Gemeindeteile gemäß dem Bayerischen Gemeindeverzeichnis:
- Altstadt
- Äußere Lohe
- Burgau Nord
- Burgau Süd
- Burgerfeld
- Burgstall
- Neudeck
- Tegernau

### Natur

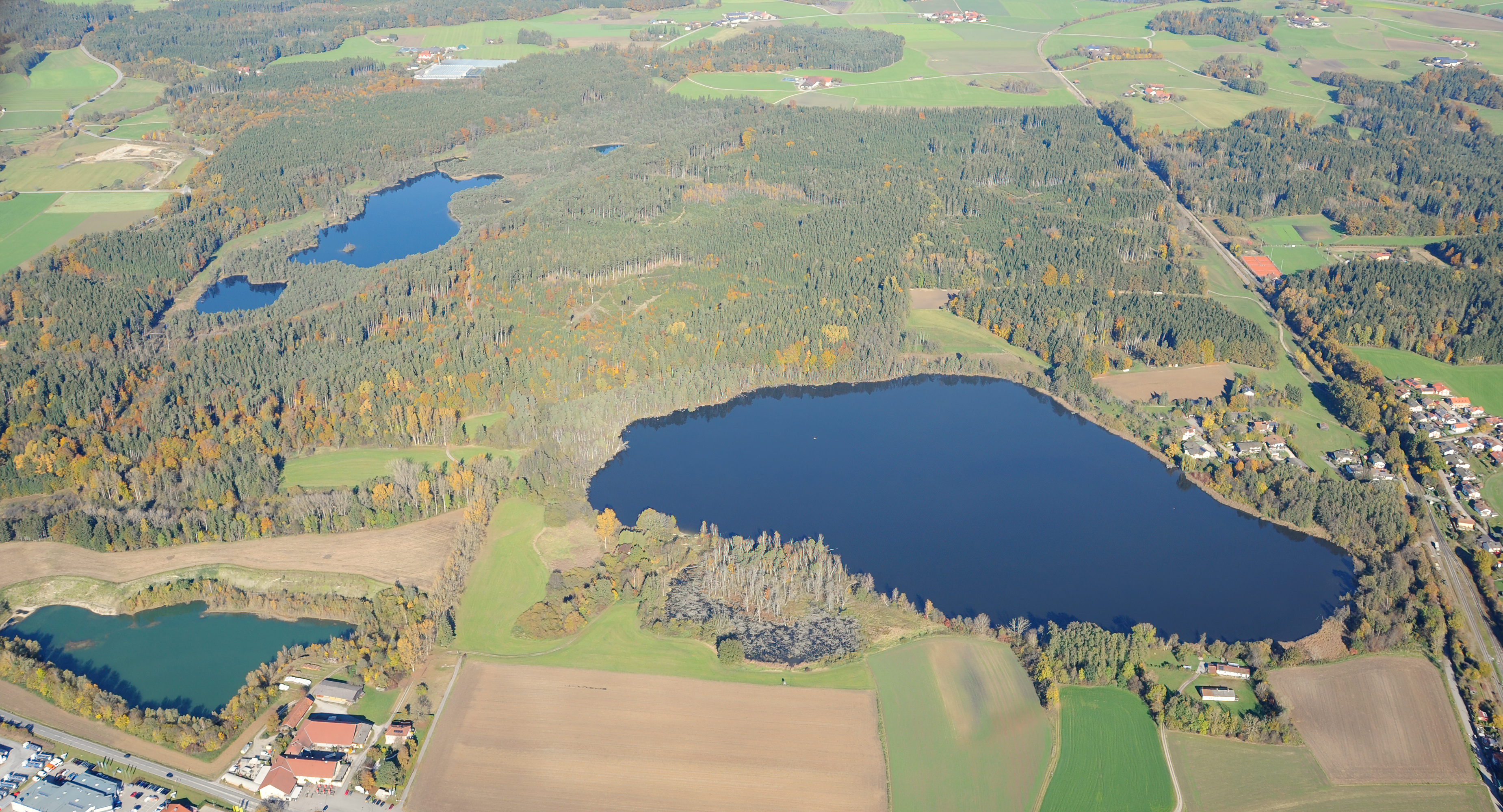
Luftbild des Landschaftsschutzgebiets Schutz von Landschaftsteilen um den Staudhamer See in den Gemeinden Steppach, Soyen, Attel und Edling

Folgende Schutzgebiete berühren das Stadtgebiet:
- Naturschutzgebiet Vogelfreistätte Innstausee bei Attel und Freiham (NSG-00163.01)
- Naturschutzgebiet Hochmoor am Kesselsee (NSG-00156.01)
- Landschaftsschutzgebiet Schutz von Landschaftsteilen um den Staudhamer See in den Gemeinden Steppach, Soyen, Attel und Edling (LSG-00164.01)
- Fauna-Flora-Habitat-Gebiet Innauen und Leitenwälder (7939-301)
- Fauna-Flora-Habitat-Gebiet Moore um Wasserburg (7939-371)
- Vogelschutzgebiet (Vogelschutzrichtlinie der EU) NSG Vogelfreistätte Innstausee bei Attel und Freiham (7939-401)

## Name
Der Ortsname des Hauptortes leitet sich vermutlich von der ähnlich einer Wasserburg fast allseits von Wasser umgebenen Burganlage ab. Schon die frühesten erhaltenen Urkunden und Pläne verwenden diese Bezeichnung auch für die Siedlung am Fuß der Burg Wasserburg. In den Karten Apians im 16. Jahrhundert wird die Siedlung seltsamerweise als „Newenhochenaw“ (Neuenhohenau) bezeichnet. Der Name könnte auf das Kloster „Hohenoue“ hinweisen, etwa sieben Kilometer südlich von Wasserburg a.I. gelegen, das heute unter dem Namen Altenhohenau bekannt ist.

## Geschichte

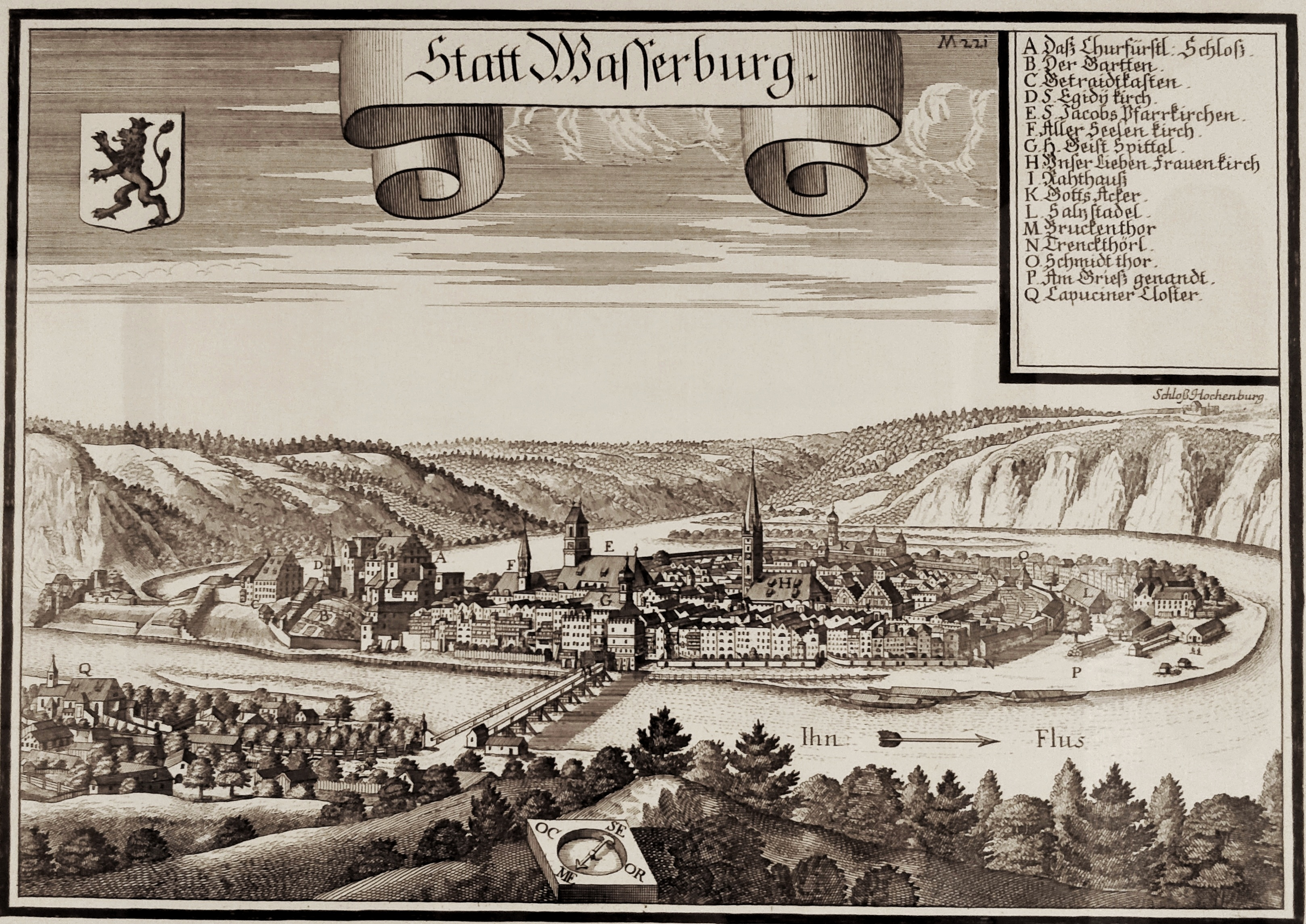
Kupferstich von Michael Wening in Topographia Bavariae um 1700

### Mittelalter
Neben bronzezeitlichen Funden belegen archäologische Befunde am Rande der mittelalterlichen Stadt Reste eines von einer Tuffsteinmauer aus der Mitte des 9. Jahrhunderts umfriedeten Bereichs mit einem Begräbnisplatz. Die offensichtlich später eingestürzte Mauer zeigt Brandspuren, die Ansiedlung war zumindest im ausgegrabenen Gebiet wieder aufgegeben worden. Dabei wurde auch ein als „Fletzi“ bekanntes Skelett aus dieser Zeit gefunden.
Erstmals erwähnt wird Wasserburg in einer auf den Zeitraum von 1085 bis 1088 datierten Urkunde, deren Abschrift in einem Traditionsbuch des Klosters St. Emmeram in Regensburg erhalten ist. Da darin bereits von einem „Dietrich von Wasserburg“ die Rede ist, muss der lange als Gründung der Stadt gesehene Vorgang, dass Hallgraf Engelbert seinen Stammsitz Mitte des 12. Jahrhunderts von der Burg Limburg in seine „Wasserburg“ verlegte, bezweifelt werden. Die zugehörige Urkunde wurde inzwischen auch als Fälschung erkannt.
Durch die Innschifffahrt, den Salzhandel und die damit verbundenen Einnahmen gelangte die am Fuße der Burg bald entstandene Siedlung zu Wohlstand und erwarb in der ersten Hälfte des 13. Jahrhunderts Stadtrechte. Im Jahr 1220 hatte die Stadt bereits Ringmauern und einen Graben, 1247 wurde Wasserburg trotzdem nach 17-wöchiger Belagerung durch Herzog Ludwig (später Ludwig II., der Strenge) erobert. Die Besitzungen des Grafen von Wasserburg gingen an den Herzog über und Wasserburg war somit Wittelsbacher Besitz (Erbvertrag). Im Jahre 1248 erfolgte die Aufnahme Wasserburgs in die Bayerische Landtafel (Landstände), vier Jahre später wurde das Rathaus erbaut.
Über die frühe Geschichte der Stadt ist relativ wenig bekannt, da im Stadtbrand von 1339 alle Urkunden aus dieser Zeit verloren gingen.

### Neuzeit
Einige Autoren der frühen Neuzeit meinen, einen antiken Ort Hohodunum oder Hobodunum mit Wasserburg oder einem Ort in der Nähe identifizieren zu können. Eine antike Quelle ist nicht angegeben; wahrscheinlich liegt eine Fehlinterpretation des bei Ptolemaeus überlieferten Rhobodunum vor, das von der modernen altertumswissenschaftlichen Forschung wesentlich weiter östlich gesucht wird (Mähren, Niederösterreich usw.).

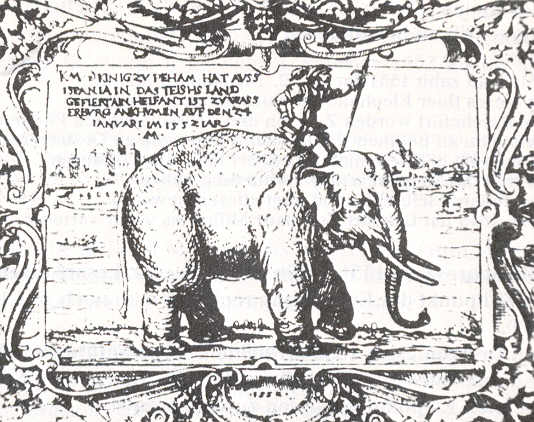
Der Elefant Soliman bei Wasserburg auf einem Holzschnitt von Michael Minck. Inschrift: KM D(er) KINIG ZV PEHAM HAT AUSS / ISPANIA IN DAS TEISHS LAND / GEFIERT AIN HELFANT IST ZV WASS / ERBURG ANKHOMEN AVF DEN 24 / IANUARI IM 1552 IAR / M(ichael) M(inck)

Am 24. Januar 1552 reiste der Elefant Soliman, ein Geschenk Johannas von Spanien an Maximilian II., durch die Stadt Wasserburg.
Im Dreißigjährigen Krieg wurde München durch die Schweden besetzt, welche um 1632 bis an den Inn kamen. Die Bewohner des linken Ufers flohen deshalb, oft in Begleitung ihres Viehs, auf die rechte Seite des Flusses, wo die Orte infolgedessen viele Flüchtlinge aufzunehmen hatten. Außerdem waren dort die kaiserlichen und bayerischen Soldaten stationiert, was in der Bevölkerung für Widerstand sorgte. Etwa 1500 Bauern aus den Gerichtsbezirken Kling und Kraiburg versammelten sich 1634 bei Achatz oberhalb Wasserburgs. Nachdem diese der offiziellen Aufforderung, sich zu trennen, nicht folgten, wurde ein Kapuziner vom Kloster Wasserburg – Pater Johann – als Vermittler geschickt. Ihm gelang es, die Bauern vorerst zu besänftigen. Als abermals kaiserliche und bayerische Soldaten rechts des Inns stationiert wurden, entflammte der Aufstand erneut, kleinere Reiterabteilungen wurden überfallen und im Schloss Kling gefangene Bauern befreit. Ein weiterer Kapuziner – Pater Romanus – konnte zwischen den Bauern und dem nach Salzburg gezogenen Kurfürsten Maximilian I. vermitteln. Als sich die Bauern weiterhin weigerten, sich zu trennen, wurde das Militär auf den Achatzberg geschickt. Dort wurden 170 Bauern gefangen genommen und drei davon als Rädelsführer hingerichtet.
Im späteren Dreißigjährigen Krieg wurden alle Brücken über den Inn mit Ausnahme der von Wasserburg durch den Kurfürsten abgebrochen; hier konnte der Weg über den Fluss allerdings erfolgreich gegen die schwedischen Truppen verteidigt werden, was eine entscheidende Rolle in der Verteidigung der Gebiete östlich des Inns spielte. Der zu dieser Zeit durch lang anhaltenden Regen besonders hohe Wasserstand des Inns konnte außerdem eine Überschreitung des Flusses bei Mühldorf durch den Feind verhindern.
Wasserburg am Inn war vor 1803 Pflegamt und Sitz des Landgerichts. Wasserburg besaß ein Stadtgericht mit wichtigen magistratischen Eigenrechten. 1807 wurde dem Landgericht Wasserburg das Landgericht Haag zugeschlagen.
1835 bestand die Stadt aus 300 Wohnhäusern und hatte 2100 Einwohner bzw. 546 Familien. Die Innbrücke war zu dieser Zeit 430 bayerische Fuß (125,5 m) lang, was etwa ihrer heutigen Länge entspricht.

### Moderne
Bis zur Gebietsreform in Bayern 1972 war Wasserburg am Inn Kreisstadt des Landkreises Wasserburg am Inn; seither gehört die Stadt dem Landkreis Rosenheim an. Im Zuge der Gebietsreform wurden am 1. Mai 1978 die Gemeinden Attel (mit Reitmehring) und Edling eingegliedert. Am 29. April 1981 wurde Edling aus der Stadt ausgegliedert und wieder zu einer selbständigen Gemeinde im Landkreis Rosenheim.
Zwischen 1980 und 2002 wurden zahlreiche Großprojekte im Rahmen der Stadtsanierung verwirklicht: Bau einer Umgehungsstraße, Kläranlage, Ausbau der Kanalisation, Bau der beiden kostenlosen Parkhäuser, Stadtarchiv, Bau der Verbindungsrampe Münchner Straße sowie zahlreiche Gebäude- und Straßensanierungen in der Altstadt.

### Chronik
- 11. Jahrhundert: Mehrfache Erwähnungen des Ortes Wasserburg in Traditionsbüchern, wie 1085–1088 als Wazzerburch, 1091–1098 als Wazirpurch
- 12. Jahrhundert: Hallgraf Engelbert verlegt wohl in der Mitte des 12. Jahrhunderts seinen Stammsitz von der Burg Limburg in seine Wasserburg
- 1220: Ringmauern und Graben vorhanden
- ca. 1245: Graf Konrad stattet Wasserburg mit dem Burgrecht (ältere Form des Stadtrechts) aus[24]
- 1248: Aufnahme Wasserburgs in die Bayerische Landtafel (Landstände)
- um 1252: Bau eines ersten Rathauses
- 1255: Bau der ersten Bürgerkirche
- vor 1291: Ausübung eigener Stadtrechte (Gewerbe- und Steuerhoheit)
- 1323: Nachweis eines Stadtrichters (Gerichtsbarkeit)
- vor 1324: Städtische Verfassung (1324 werden Haag die „Rechte und Freiungen“ der Stadt Wasserburg verliehen)
- 1334: Verleihung des Allgemeinen Stadtrechts durch Kaiser Ludwig den Bayern
- danach: Verleihung wichtiger„Einzelprivilegien“, die in ihrer Gesamtheit das „Stadtrecht“ ausmachen
- 1339: Stadtbrand
- 1392: Bayerische Landesteilung: Wasserburg fällt durch Losentscheid mit dem „Land vor dem Gebirg“ an Bayern-Ingolstadt.
- ab 1410: Neubau der Stadtpfarrkirche durch „Meister Hans von Burghausen“. Später die Baumeister Stephan Krumenauer u. Wolfgang Wieser.
- ab 1415: Ausbau der Stadtbefestigung
- 1422: Vergebliche Belagerung der Stadt durch Herzog Heinrich von Landshut (Denkmal im Seiteneingang des Rathauses)
- 1439: Verleihung des Salzscheibenpfennigs auf ewige Zeiten
- 1447: Erneute Landesteilung: Wasserburg wird Landshut zugesprochen.
- 1457–1459: Neubau des Rathauses durch Jörg Tünzl
- 1504: Landshuter Erbfolgekrieg: Die Bürgerschaft übergibt die Stadt an Ruprecht von der Pfalz
- 1526–1537: Herzog Wilhelm IV. baut die Burg zum herzöglichen Schloss um.
- 1624: Kapuzinerkloster wird durch den Propst aus Gars am Inn gegründet.
- 1634: Große Pest-Epidemie: Gelöbnis der Bürgerschaft, die Pfarrkirche zu erneuern.
- ab 1635: Ausstattung der Pfarrkirche durch die Gebrüder Zürn aufgrund des Pestgelübdes von 1634
- 1648: Erfolglose Belagerung Wasserburgs durch Schweden und Franzosen
- 23. November 1705: Bauernschlacht am Achatzberg (Spanischer Erbfolgekrieg)
- 1793: Letzter bayerischer Kreistag in Wasserburg
- 1800: Schlacht bei Hohenlinden
- 1879: Errichtung von Amtsgericht Wasserburg am Inn und Königlicher Realschule Wasserburg
- 1885: Letzter Stadtbrand
- 1888: Einrichtung einer stadtgeschichtlichen Sammlung mit Ausstellungsraum in der ehemaligen St.-Michaels-Kapelle (heute Museum Wasserburg)
- 1902: Eröffnung der Bahnlinie Wasserburg Bahnhof (Reitmehring) – Wasserburg Stadt
- 1905: Eröffnung der Bahnlinie Ebersberg – Wasserburg Bahnhof
- 1914: Einweihung der Luitpold-Realschule an der Salzburger Straße
- 1929: Einsturz der „Roten Brücke“ durch Eisstoß
- 1939: Das ortsansässige Bezirksamt wird zum Landratsamt Wasserburg a.Inn
- 30. Juni 1972: Auflösung des Landkreises Wasserburg a.Inn im Zuge der Landkreisgebietsreform Bayern; der Großteil des Gebietes wurde dabei dem Landkreis Rosenheim zugeschlagen, kleinere Teile gingen nach Mühldorf a.Inn, Ebersberg und Erding
- 1975–1977: Bau der Sport und Freizeitanlage Badria
- 1984–1986: Hochwasserfreilegung der Altstadt
- 1985–1987: Bau der Umgehungsstraße B304
- März 1987: Unterbrechung der Bahnlinie Wasserburg Bahnhof – Wasserburg Stadt (Dammrutsch); seither Stadtbusverkehr
- 1992 Wiederaufnahme der Innschifffahrt
- 2007/2008: Erhöhung der Hochwasserschutzanlagen
- 2013: Das Amtsgericht Wasserburg am Inn wird Ende Mai aufgelöst

### Einwohnerentwicklung
Zwischen 1988 und 2018 wuchs die Stadt von 9.237 um 37,4 % bzw. 3.454 auf 12.691 Einwohner.

## Politik

### Stadtrat und Bürgermeister
24 ehrenamtliche Stadträte bilden mit dem hauptamtlichen Bürgermeister den Stadtrat von Wasserburg am Inn. Nach der Wahl vom 15. März 2020 setzt er sich so zusammen:
| Partei                              | Sitze | Stimmenanteil |
| CSU                                 | 6     | 24,7 %        |
| SPD                                 | 5     | 23,9 %        |
| Grüne                               | 4     | 16,3 %        |
| ÖDP                                 | 1     | 03,4 %        |
| Bürgerforum Wasserburg              | 3     | 12,4 %        |
| Freie Wähler – Wasserburger Block   | 2     | 07,5 %        |
| Freie Wähler Reitmehring Wasserburg | 2     | 07,2 %        |
| Linke Liste Wasserburg              | 1     | 04,6 %        |
| Wahlbeteiligung: 50,6 %             |       |               |

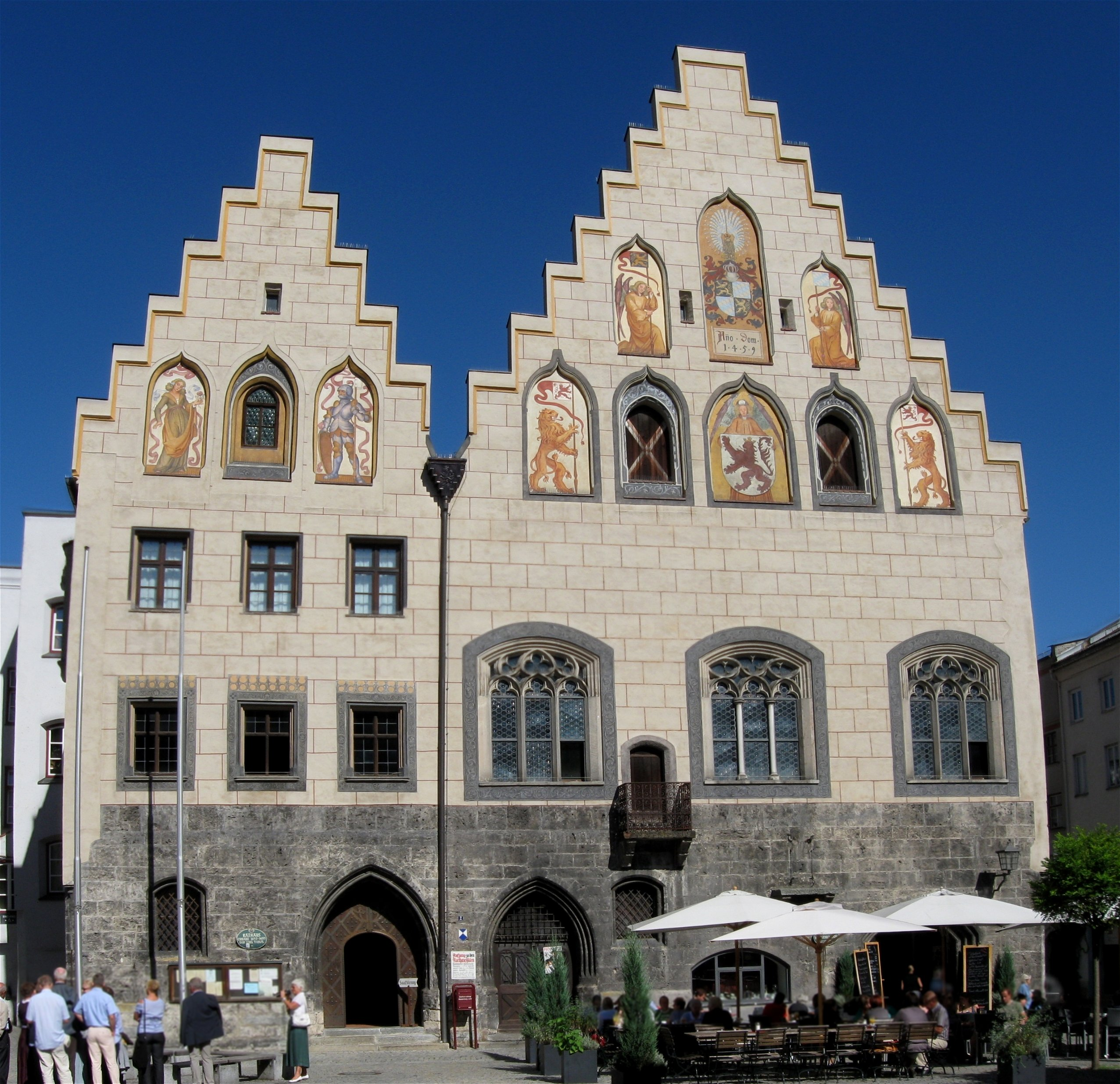
Rathaus von Wasserburg

Erster Bürgermeister ist Michael Kölbl (SPD, seit 2002). Bei der Kommunalwahl 2020 wurde er mit 63,0 % der gültigen Stimmen wiederum im Amt bestätigt.

### Wappen
| | Blasonierung: „In Silber ein golden gekrönter und bewehrter roter Löwe.“ |
| Wappenbegründung: Der gekrönte Löwe ist wohl als pfalz-bayerischer zu deuten und würde damit auf die Stadtherrschaft der wittelsbachischen Herzöge seit 1248 hinweisen. Möglich ist jedoch auch, wie Hupp (1912) und andere annahmen, in dem gekrönten Löwen das Schildbild der Grafen von Wasserburg, die bis 1247 Stadtherren waren, zu sehen. Schon das älteste Stadtsiegel aus dem 13. Jahrhundert zeigt den gekrönten Löwen im Feld und trägt die Umschrift SIGILLVM CIVITATIS IN WAZZERBVRCH. Es ist in Abdruck von 1292 erstmals überliefert und wurde wohl um 1250 gestochen. Der Löwe blieb über die Jahrhunderte weitgehend unverändert, in der Farbgebung gibt es aber seit dem 16. Jahrhundert ganz unterschiedliche Gestaltungen. Die Unsicherheit in der Tingierung hängt wohl damit zusammen, dass der Löwe vornehmlich als Wappentier der Grafen von Wasserburg gedeutet wurde. Seit dem 17. Jahrhundert steht der Löwe meist im Schild. |                                                                          |

### Partnerstädte
Seit September 1999 pflegt die Stadt Wasserburg am Inn eine offizielle Partnerschaft mit der Stadt Vincennes (Indiana) in den USA. Mit der Stadt Cugir in Transsilvanien (Rumänien) ist Wasserburg am Inn seit November 2009 offizielle Partnerstadt. Die freundschaftlichen Beziehungen zwischen Cugir und Wasserburg bestehen jedoch schon seit den frühen 1990er Jahren.

## Kultur
Die Dichte von kulturellen Einrichtungen in der kleinen Inn-Stadt ist hoch. In und um Wasserburg haben sich darüber hinaus viele Künstler aus bildender und darstellender Kunst angesiedelt.

### Theater, Kabarett, Kino
- Theater Wasserburg
- Theaterkreis Wasserburg
- Erzählcafe mit Ilona Picha-Höberth
- Musik- und Theaterverein Attel
- Gabersee live
- wortwechsel Improvisationstheater
- KINO UTOPIA

### Musik
- Stadtkapelle Wasserburg
- Wasserburger Bach-Chor
- Wasserburger Kammerorchester
- Wasserburger Rathauskonzerte
- Wasserburger Volksmusiktage
- Wasserburger Adventsingen

### Museen
- Museum Wasserburg (Herrengasse 15): Das Museum zeigt kunst- und kulturhistorische Ausstellungsstücke von der Spätgotik bis zum 19. Jahrhundert (Volkskunst, Möbel, sakrale Kunst, Stadtgeschichte, Innschifffahrt und Handel, bürgerliches Leben, Zunft und Handwerk)
- Städtische Sammlung Wasserburg aus fünf Jahrhunderten (Brucktor, Bruckgasse 2): Die Sammlung zeigt über 2000 Objekte, insbesondere Bilder der Stadt sowie Kunstgewerbe wie Keramik, Fayencen, Zinn, Silber, Uhren, Waffen und kirchliche Kunst aus Wasserburg am Inn
- Wegmacher-Museum in der Straßenmeisterei (Herderstraße 5): geschichtliche Entwicklung des Straßenbaus und der Straßenunterhaltung
- Galerie im Ganserhaus des Arbeitskreises 68
- Bierkellermuseum Wasserburger Bierkatakomben (Besichtigung nur im Rahmen von Führungen)
- Skulpturenweg am Inndamm rund um die Altstadt (jederzeit und ohne Eintritt zu besichtigen)[31]
- Psychiatriemuseum im kbo-Inn-Salzach-Klinikum (vormals Bezirksklinikum Gabersee; nur nach Anmeldung und mit Führung zu besichtigen)[32]
- Das kleine Puppenmuseum[33]

### Ehemalige Kneipp-Kurstadt
Etwa seit 1483 ist in der Nähe der heutigen Kirche St. Achatz eine erdig-alkalische Mineralquelle unter dem Namen Agatiusquelle oder Agatiusbad bekannt. Das Heilwasser sollte vor allem gegen  Hämorrhoidalleiden helfen. Später wurde das Wasser mit Holzröhren 1400 Schritt weit zum dortigen Badehaus geleitet.
1857 gab es einen Neubau der Gebäude mit einem Ausbau des Bades. Zuvor nutzten nur die Stadtbewohner das Wasser zur Reinigung, ab dieser Zeit wurde es aber auch für erste medizinische Zwecke verwendet. Bis zum Bau der städtischen Wasserversorgungsanstalt im Jahr 1888 hatte das Bad einen wirtschaftlichen Erfolg, danach sank allmählich das Interesse.

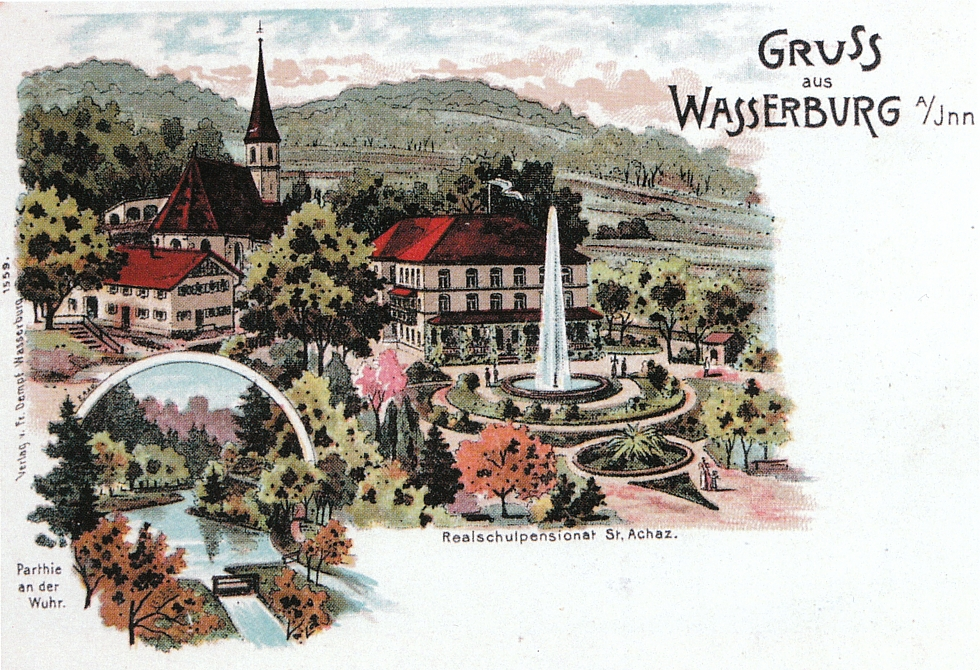
Das Realschulpensionat St. Achatz um 1900.

Infolgedessen wurde der Entschluss gefasst, das Bad in eine Wasserkuranstalt nach den Prinzipien Sebastian Kneipps umzuwandeln und trotz einiger Unstimmigkeiten während der Planung wurde das Projekt am 1. Februar 1890 fertiggestellt. Die Nachfrage war groß, so wurden schon im Jahr 1891 erneut 65.000 Mark in den Ausbau von Gästezimmern sowie die Errichtung eines Speise- und Aufenthaltsraumes und eines Gartens mit einem Springbrunnen investiert.
Als aber im Jahr 1892 ein neuer Arzt eingestellt wurde, der statt Kneippkuren andere Heilverfahren wie Heilgymnastik, elektrische Kuren oder Diätkuren anwendete, entflammte ein Streit zwischen ihm und den angestellten Ordensschwestern. Daraufhin blieben die Kurgäste aus und das Heilbad wich einem Internat.
Heute gibt es in Wasserburg einen der größten Kneipp-Vereine Bayerns.

### Sehenswürdigkeiten
Die mittelalterliche Altstadt von Wasserburg am Inn ist fast vollständig erhalten und als Gesamtheit äußerst sehenswert.
Einige herausragende Gebäude in der Altstadt sind:
- Rote Brücke (Innbrücke)
- Brucktor (hierdurch führte die ehemalige Salzstraße in die Altstadt, mehrmals umgebaut, die Wandmalerei an der Innfront stammt von 1568)
- Heiliggeist-Spital mit Heiliggeist-Spitalkirche in der Bruckgasse 2: Das Spitalgebäude und die Kirche stammen aus dem 14. Jahrhundert. In der Heiliggeist-Spitalkirche befindet sich ein spätgotisches, holzgeschnitztes Altarbild mit der Darstellung des Pfingstwunders. Das ehemalige Heiliggeist-Spital beherbergte von 1979 bis 2014 das Erste Imaginäre Museum (auch Sammlung Günter Dietz), in dem Nachbildungen von Gemälden und Zeichnungen internationaler Künstler aus verschiedenen Epochen zu sehen waren. Heute ist in den Räumlichkeiten die Sammlung „Wasserburg aus fünf Jahrhunderten“ untergebracht.
- Marktplatz mit Neuem und Altem Mauthaus, Rathaus und Marktkirche: Das Rathaus mit Doppelgiebeln stammt aus dem 15. Jahrhundert, wurde jedoch im 19. Jahrhundert umgebaut. Bemerkenswert die geschnitzte Holzbalkendecke im kleinen Rathaussaal von 1564.
- Kirche St. Michael
- Burg und Burgkapelle: auf der schmalsten Stelle der Landverbindung auf einem Höhenrücken gelegene Burg der ehemaligen Hallgrafen. Entstehungszeit der Burg im 12. Jahrhundert. Der herzogliche Getreidekasten wurde 1526 umgebaut. Das Schloss mit Treppengiebeln wurde 1531–1537 erbaut.
- Pfarrkirche St. Jakob: spätgotische Hallenkirche, erbaut 1410–1478 von Hans von Burghausen, Hans Stethaimer und Stephan Krumenauer. Sehenswert die Renaissance-Kanzel der Gebrüder Zürn von 1635. An der Chorwand ist eine Darstellung des Heilsgeschehens als Lebensbaum aus dem 15. Jahrhundert zu sehen.
- Frauenkirche: Das katholische, als Marktkirche erbaute Gebäude stammt aus der ersten Hälfte des 14. Jahrhunderts und ist die älteste Kirche der Stadt. 1750 erfolgte eine Umgestaltung im Stil des Barock. Bemerkenswert ist die Schöne Madonna auf dem Hochaltar.
- Kernhaus am Marienplatz: ehemaliges Patrizierhaus mit spätmittelalterlichen Lauben im Erdgeschoss und Rokokofassade von Johann Baptist Zimmermann aus den Jahren 1738–1740. Heute befindet sich im Gebäude ein Hotel.
- Max-Emanuel-Kapelle
- Hungerturm (Im Hag, gegenüber der Freiwilligen Feuerwehr)
- Pflasterzollhäusl
- Pulverturm
- Roter Turm (zwischen Schlachthausstraße und Ledererzeile, Ecke Hofstatt)
- Stadtmauer und Altstadtfriedhof (Im Hag)
- Denkmal für die Opfer des Nationalsozialismus (Heisererplatz)[36]

Außerhalb der Altstadt:
- Schöne Aussicht: Aussichtsplatz mit Blick auf die Altstadt an der Salzburger Straße, Kellerberg
- Schloss Weikertsham
- Wasserburger Aussichtsturm
- Kloster Attel
- Innbrücke an der Umgehungsstraße

## Sport
Die Damen-Basketball-Mannschaft des TSV 1880 Wasserburg spielt in der 2. Damen-Basketball-Bundesliga (DBBL) und wurde in den Jahren von 2004 bis 2008, 2011, von 2013 bis 2017 Deutscher Meister sowie in den Jahren von 2005 bis 2007, 2011, von 2014 bis 2018 Deutscher Pokalsieger.

## Wirtschaft

### Industrie
Wasserburgs Wirtschaft ist geprägt von den großen Industrieanlagen am Stadtrand. Im Süden erstrecken sich die Anlagen der Molkerei Bauer, der RKW SE (Rheinische Kunststoffwerke), der Wasserburger Arzneimittelwerke und der Firma Gronbach. Bei der Anfahrt aus Richtung München erblickt man schon von weitem die Industrie-Silhouette der Meggle AG im Stadtteil Reitmehring.

### Handel und Gewerbe
Vor allen Dingen in der Altstadt und den umliegenden Stadtteilen sind zahlreiche Dienstleister und Einzelhändler vertreten. Insgesamt verzeichnet das Gewerberegister ca. 1000 angemeldete Gewerbe. Die Stadtwerke Wasserburg sind der lokale Versorger für Strom, Wasser und Erdgas und Wärme.

### Gesundheit
Wasserburg am Inn ist stark vom Gesundheitswesen geprägt. Das Inn-Salzach-Klinikum (bis 31. Dezember 2006 Bezirksklinikum Gabersee) versorgt ganz Südostbayern mit seinen Leistungen im Bereich Psychiatrie und Neurologie. Zusammen mit der Triamed Kreisklinik und zahlreichen Gesundheitseinrichtungen sind weit über 1.500 Menschen im Gesundheitswesen beschäftigt. Die Anzahl der Fachärzte ist für ein Mittelzentrum weit überdurchschnittlich.
Im Gemeindeteil Attel befindet sich darüber hinaus die Stiftung Attl (eine nichtkirchliche Anstalt für geistig Behinderte).

### Ansässige Unternehmen
- Inn-Salzach-Klinikum
- Privatmolkerei Bauer GmbH & Co. KG
- Stadtwerke Wasserburg
- MEGGLE GmbH & Co. KG
- Stadtsparkasse Wasserburg

### Bildung
Eine der Besonderheiten Wasserburgs ist die große Anzahl an Schulen: Die Stadt mit nur ca. 12.500 Einwohnern wird von knapp 6000 Schülern besucht.
- Grundschule Wasserburg
- Mittelschule Wasserburg
- Anton-Heilingbrunner-Schule, Realschule
- Grundschule Reitmehring
- Luitpold-Gymnasium Wasserburg am Inn
- Staatliche Berufliche Oberschule Wasserburg am Inn (Berufsoberschule und Fachoberschule)[38]
- Staatliche Berufsschule Wasserburg
- Berufsfachschule für Krankenpflege am Inn-Salzach-Klinikum
- Berufsfachschule für Krankenpflegehilfe am Inn-Salzach-Klinikum
- Berufsfachschule für Krankenpflege an der Romed Kreisklinik Wasserburg
- Berufsfachschule für Physiotherapie an der Romed Kreisklinik Wasserburg
- Staatliche Fachhochschule für öffentliche Verwaltung und Rechtspflege in Bayern – Fachbereich Sozialwesen
- Akademie der Sozialverwaltung
- Sonderpädagogisches Förderzentrum Wasserburg
- Makarius-Wiedemann-Schule der Stiftung Attl (privates Förderzentrum, Förderschwerpunkt geistige Entwicklung)
- Volkshochschule Wasserburg
- Musikpädagogisches Institut
- Kunststoff-Institut Wasserburg e. V. (KIW)

## Infrastruktur

### Strom, Wasser und Gasversorgung
Die Stadtwerke Wasserburg sind der städtische Versorger und Verteilnetzbetreiber in Wasserburg. Die Stadtwerke sind für das Strom- und Wassernetz verantwortlich. Zusammen mit den Energienetzen Bayern betreiben die Stadtwerke auch das örtliche Erdgasnetz in Wasserburg.

### Verkehr

#### Schiene
In Wasserburg (Inn) Bahnhof im Ortsteil Reitmehring treffen sich die Bahnstrecken Grafing–Wasserburg (im Volksmund Filzenexpress genannt) und Mühldorf–Rosenheim. Die Bahnstrecke Wasserburg Bahnhof–Wasserburg Stadt führt weiter zum in der Altstadt gelegenen Bahnhof Wasserburg Stadt. Auf diesem Abschnitt verkehrt seit der Einstellung des Schienenpersonenverkehrs im Jahre 1987 der Stadtbus. Im Jahr 2004 hat die Stadt Wasserburg die Eisenbahninfrastruktur der vier Kilometer langen Stichstrecke zum Altstadtbahnhof von DB Netz (heute DB InfraGO) übernommen, um durchgehende Zugverbindungen nach München zu ermöglichen. Aufgrund der hohen Sanierungskosten beschloss der Stadtrat, eine Stilllegung anzustreben, zu der es jedoch wegen des Übernahmeinteresses eines Bahnkonsortiums bisher nicht kam.

#### Straßen
Durch Wasserburg führen die Bundesstraßen 15 von Regensburg über Landshut nach Rosenheim, direkt an der Strecke Deutsche Ferienroute Alpen–Ostsee, und 304 von München nach Salzburg. Als weitere wichtige Straßen durchqueren die Staatsstraßen 2359 und 2092 die Stadt.
Das Schienenverkehrsangebot des Filzenexpress Richtung München wird zwischen Grafing und Wasserburg durch die Buslinie 9421 des Busunternehmens Regionalverkehr Oberbayern ergänzt.

## Persönlichkeiten

### Söhne und Töchter der Stadt
- Ludwig Ebmer († 1516), Bischof des Bistums Chiemsee
- Johann Pfeffinger (1493–1573), Theologe
- Abraham Megerle (1607–1680), Priester, Kirchenkomponist und Kirchenmusiker, Onkel von Abraham a Sancta Clara
- Nonnosus Brand (1755–1793), Komponist, Organist und Musikpädagoge
- Johann Kaspar Aiblinger (1779–1867), Komponist
- Franz Lorenz Gerbl (1830–1857), Missionar und Gründer der KDStV Aenania München im CV
- Lorenz Adalbert Enzinger (1849–1897), Unternehmer und Erfinder des Bierfilters
- Johann Rieperdinger (1856–?), Architekt
- Franz Seraph Haindl (1865–1931), Maler
- Ludwig von Stubenrauch (1865–1940), Chirurg, a. o. Professor an der Ludwig-Maximilians-Universität
- Heinrich Wieleitner (1874–1931), Mathematikhistoriker
- August Geigenberger (1875–1909), Entwerfer für Holzspielzeug, Karikaturist und Grafiker
- Fritz Huber (1881–1942), Ingenieur, Vater des „Bulldogs“
- Otto Geigenberger (1881–1946), Maler
- Arthur Schulz (1885–1963), Gymnasialdirektor, Ehrenbürger von Stendal
- Josef Estermann (1898–1982), Mitglied der „Freiheitsaktion Bayern“ am 28. April 1945, Erster Bürgermeister des besetzten Wasserburg am Inn, später Landrat
- Carl Troll (1899–1975), Geograph
- Irmgard Huber (1901–1974), Krankenpflegerin in der Tötungsanstalt Hadamar, geboren in Attel
- Käthe Braun (1913–1994), Theater- und Filmschauspielerin
- Josef Bauer (1915–1989), Politiker (CSU), MdB, letzter Landrat des Landkreises Wasserburg am Inn
- Josef Bradl (1918–1982), österreichischer Skispringer
- Manfred Bacher (1923–1994), Autor
- Meinrad Schmitt (* 1935), Komponist und Hochschullehrer
- Rudolf Herfurtner (* 1947), Schriftsteller
- Alexander Binsteiner (* 1956), Geoarchäologe
- Ralf Leistl (* 1959), Kameramann und Dokumentarfilmer
- Ralph Hammerthaler (* 1965), Schriftsteller
- Christian Lerch (* 1966), Schauspieler
- Natalie Scharf (* 1966), Drehbuchautorin und Filmemacherin
- Christian von Tschilschke (* 1966), Romanist
- Stefan Loipfinger (* 1968), Journalist
- Markus Draxler (* 1977), Eishockeyspieler
- Anna Witt (* 1981), Künstlerin
- Michael Bacher (* 1991), Fußballschiedsrichter
- Franziska Preuß (* 1994), Biathletin
- Jakob Schnaitter (* 1996), Tennisspieler
- Celina Liebmann (* 2001), Speedway-Fahrerin

### Mit Wasserburg am Inn verbunden
- Hermine Goossens (1878–1968), Bildhauerin und Keramikerin, lebte in Attel
- Josef Anton Toni Meggle III (* 1931), Unternehmer, Ehrenbürger seit Mai 2006[40]
- Anne Breitreiner (* 1984), Basketballspielerin
- Svenja Brunckhorst (* 1991), Basketballspielerin, Kapitänin der deutschen Nationalmannschaft, 3x3-Spielerin, Goldmedaillengewinnerin Olympische Spiele Paris 2024

## Bilder von Wasserburg

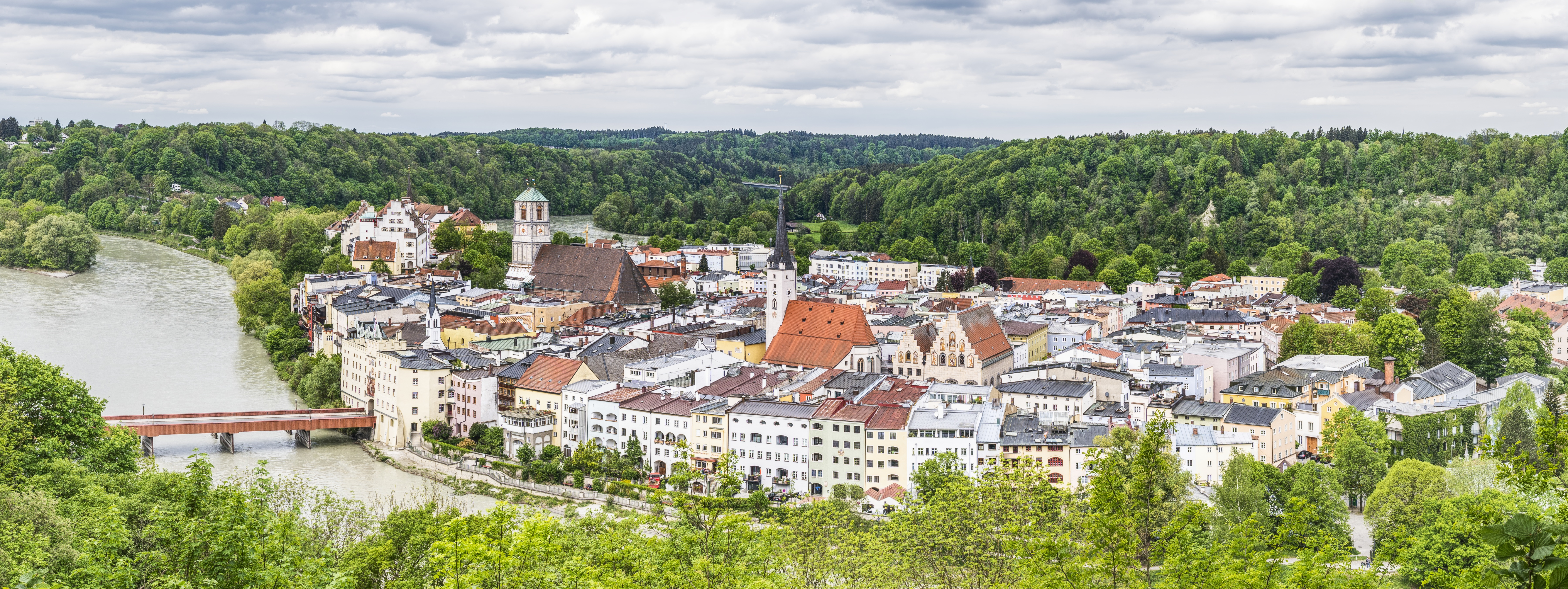
Wasserburg vom Aussichtspunkt „Schöne Aussicht“

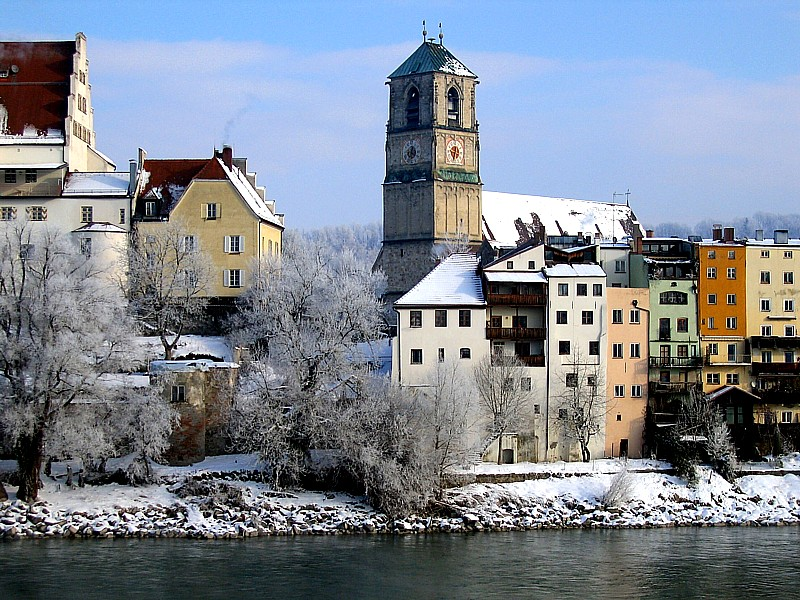
St. Jakob
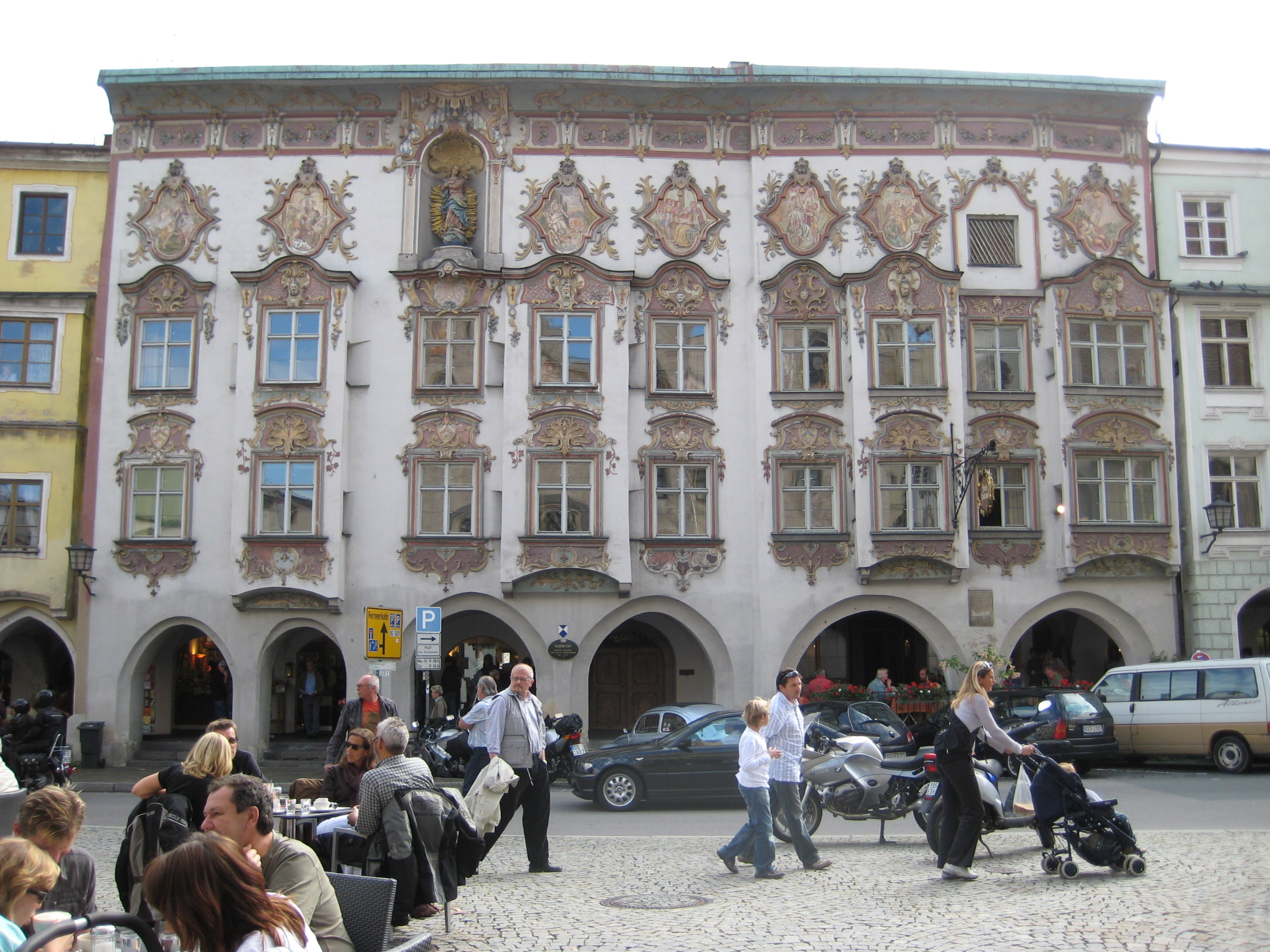
Kernhaus
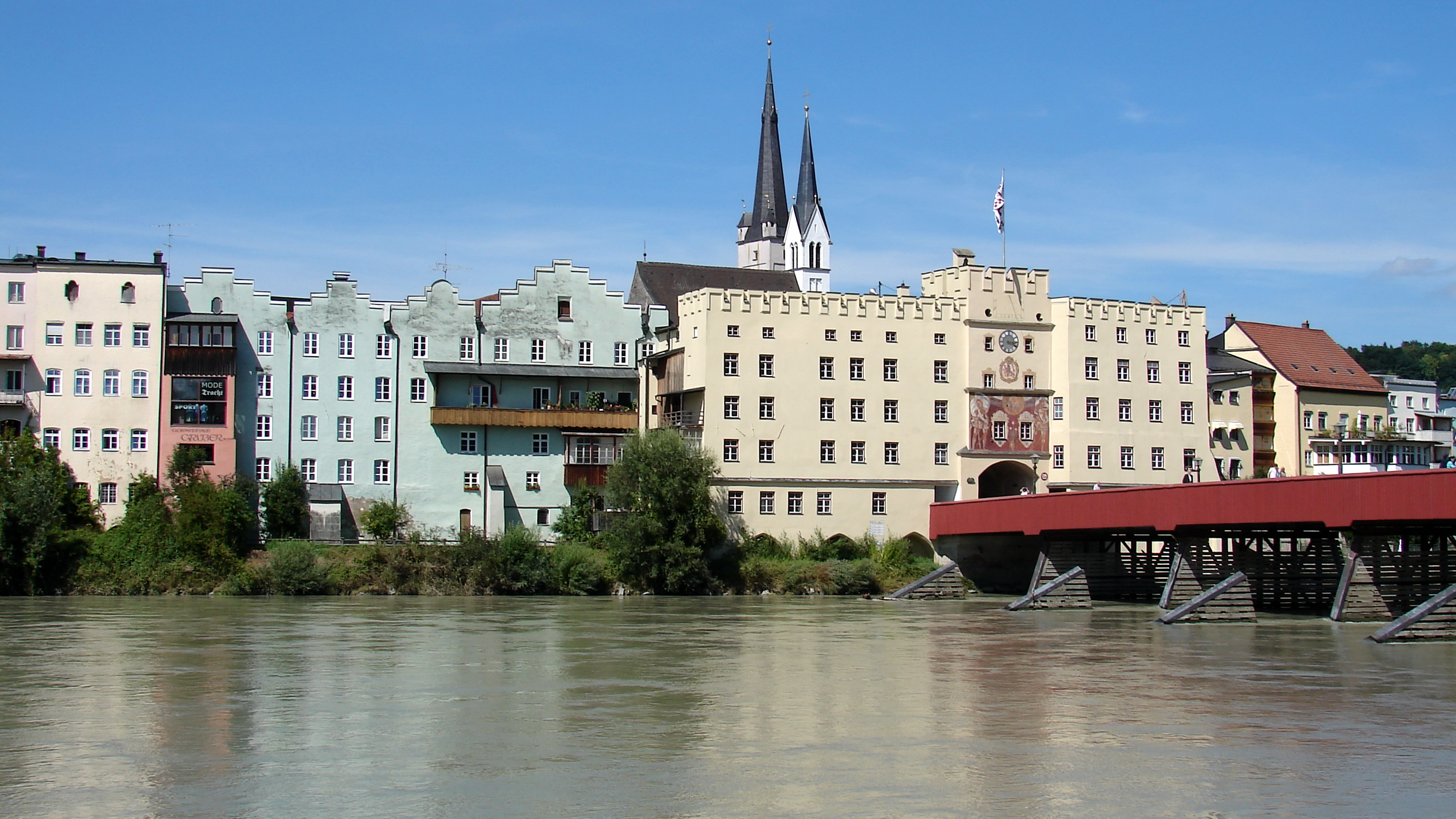
Brucktor mit Roter Brücke über den Inn
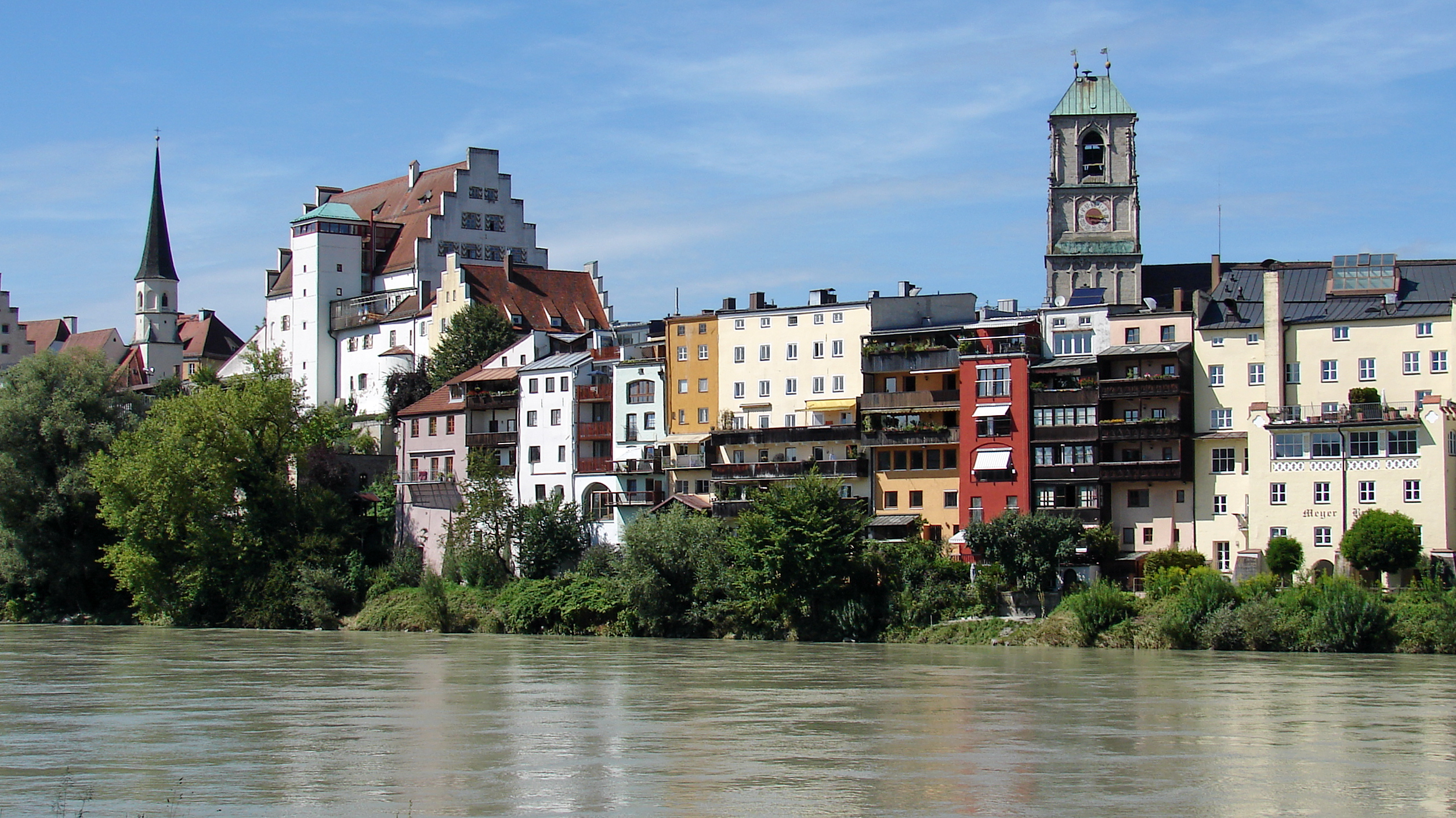
Innfront mit Burg und Pfarrkirche St. Jakob

## Wasserburg in der Literatur
Der in Wasserburg am Inn lebende Autor Christian Böhm verortet seine „Watzmann“-Krimireihe in seiner Heimatstadt.